# Richtungsübertragung
Als  Richtungsübertragung wird in der Geodäsie die Übertragung einer genau orientierten Richtung von einem Vermessungspunkt auf einen nahe gelegenen zweiten Punkt bezeichnet. Sie kann auf mehrere Arten erfolgen, etwa
- durch Autokollimation der zwei Messfernrohre (nur bei Distanzen einiger Meter)
- durch geeignetes Alignement (Einfluchten in eine Gerade) oder eine ferne Mire
- durch Anzielen eines sehr weit entfernten Fernziels
- astronomisch durch Simultanmessung eines Gestirns, wobei die beiden Zielstrahlen de facto parallel sind. Dies ist die genaueste Methode. In Frage kommen
  - bei Nacht ein (nicht allzu heller) Fixstern
  - tagsüber z. B. Sonne, Mond oder Venus.